# Vall Wright

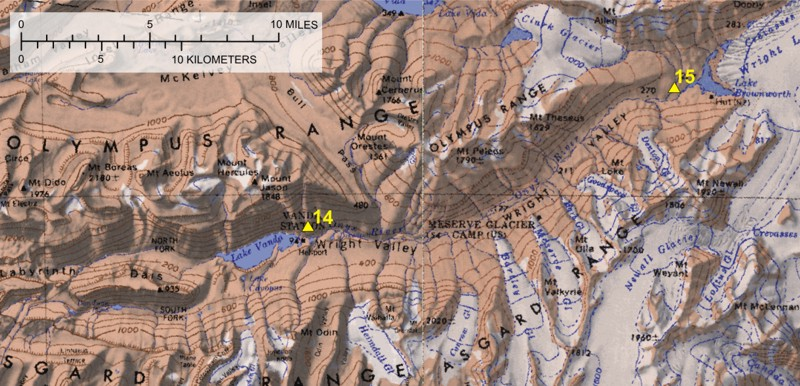
Mapa de la Vall Wright amb el riu Onyx i el Llac Vanda.

La Vall 'Wright és la vall central de les Valls Seques dins les Muntanyes Transantàrtiques, està situada a les coordenades aproximades de 77° 10′ S, 161° 50′ E / 77.167°S,161.833°E. Dins la vall Wright hi ha el riu Onyx, que és el més gran de l'Antàrtida, el Llac Brownworth, que és l'origen del riu Onyx i el Llac Vanda,que és omplert pel riu Onyx. A la seva part sud-oest hi ha l'Estany Don Juan que és hipersalí.
Encara que parts del sistema de la vall van ser descobertes el 1903 per l'expedició dirigida per Scott, la part del centre de la vall no es va veure fins a les fotografies aèries preses el 1947.
Cap a la dècada de 1960 els científics es van interessar pel fet que aquesta ia ltres valls romanguessin lliures de gel com a mínim des de fa milers d'anys. També el Llac Vanda presenta unes característiques tèrmiques inusuals.